# David Thewlis

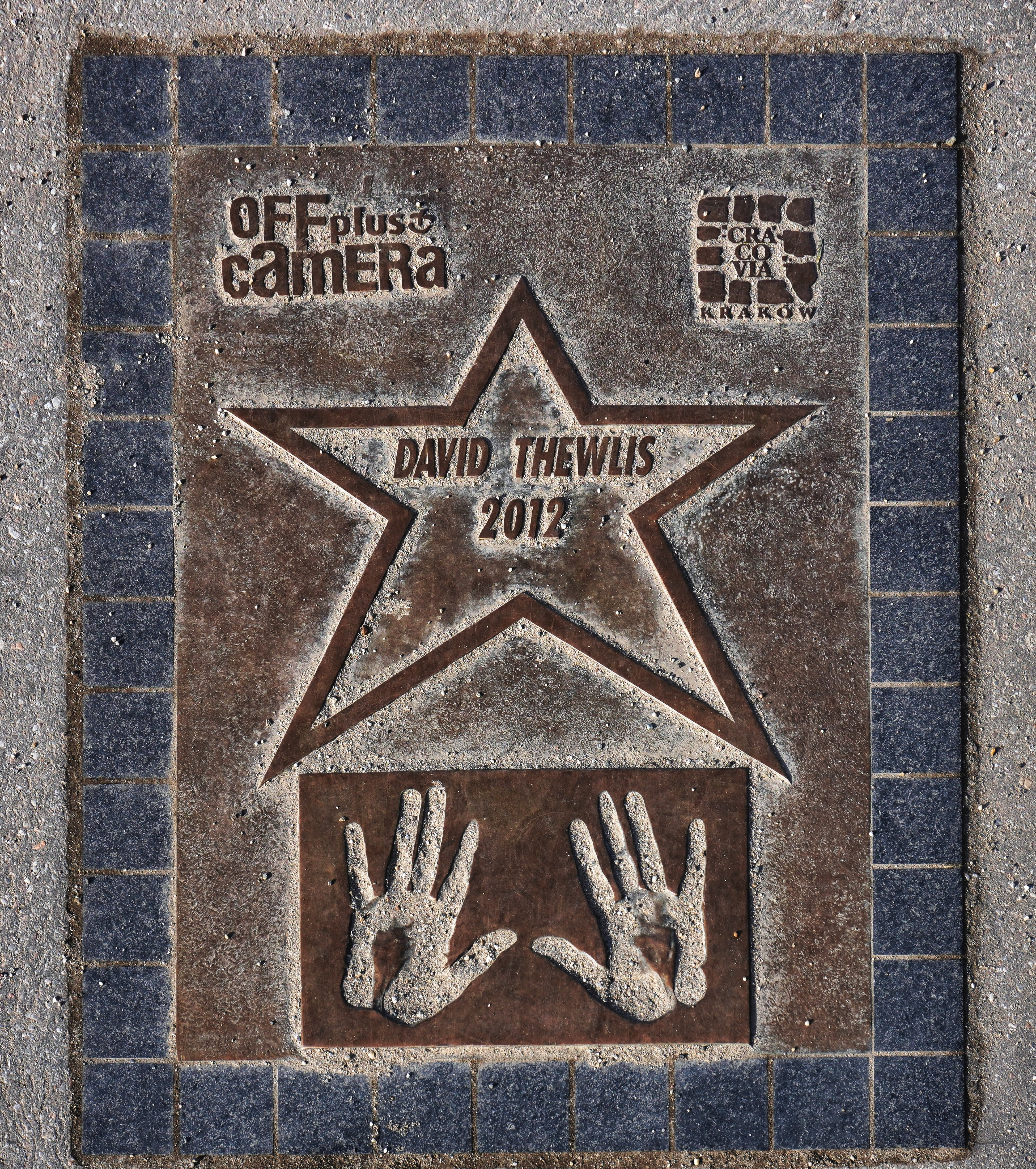
Gwiazda Davida Thewlisa na Alei Gwiazd w Krakowie

David Thewlis, właśc. David Wheeler (ur. 20 marca 1963 w Blackpool) – brytyjski aktor filmowy i telewizyjny, scenarzysta, reżyser, poeta i gitarzysta.

## Życiorys

### Młodość
Urodził się w Blackpool jako syn Maureen Wheeler i Aleca Raymonda Wheelera, właściciela sklepu z zabawkami. Dorastał w Blackpool. Grał w punkowym zespole Door 66. W 1985 ukończył Guild Hall School of Music and Drama w Londynie.

### Kariera
Wystąpił na małym ekranie w sitcomie Valentine Park (1987–1988), zanim zadebiutował na kinowym ekranie w melodramacie fantasy Vroom (1988) z Clive’em Owenem oraz w adaptacji powieści Charlesa Dickensa Mała Dorrit (Little Dorrit, 1988) u boku Dereka Jacobiego i Aleca Guinnessa. Wystąpił potem w komediodramacie Mike’a Leigh Życie jest słodkie (Life Is Sweet, 1990) u boku Stephena Rei i Timothy’ego Spalla, dramacie Skaza (Fatale, 1992) z Jeremym Ironsem, Juliette Binoche i Mirandą Richardson oraz ekranizacji surrealistycznej powieści Franza Kafki Proces (The Trial, 1993) z Kyle’em MacLachlanem.
Uznanie krytyków zyskał dzięki kreacji energicznego, gadatliwego i trudnego w bezpośrednim kontakcie życiowego rozbitka w dramacie Mike’a Leigha w filmie Nadzy (Naked, 1993); otrzymał za tę rolę wiele nagród, w tym za najlepszą rolę męską na festiwalu filmowym w Cannes. Jego debiutancki film krótkometrażowy Hello, Hello, Hello (1995) zdobył nominację do nagrody Brytyjskiej Akademii Filmowej.
Zagrał potem w adaptacji powieści Anny Sewell Czarny Książę (Black Beauty, 1994) u boku Seana Beana, biograficznym melodramacie Agnieszki Holland Całkowite zaćmienie (Total Eclipse, 1995) w roli poety Paula Verlaine’a z Leonardo DiCaprio jako Rimbaud, dramacie Czas przemian (Restoration, 1995) u boku Roberta Downeya Jr., Meg Ryan, Hugh Granta i Sama Neilla, filmie fantasy Roba Cohena Ostatni smok (Dragonheart, 1996) z Seanem Connerym, Dennisem Quaidem, Julie Christie i Jasonem Isaacsem, remake’u ekranizacji powieści H.G. Wellsa Wyspie Doktora Moreau (The Island of Dr. Moreau, 1996) u boku Marlona Brando i Vala Kilmera i biograficznym dramacie Siedem lat w Tybecie (Seven Years in Tibet, 1997) z Bradem Pittem.
Zwrócił na siebie uwagę młodych widzów jako profesor Remus Lupin w filmach – Harry Potter i więzień Azkabanu (Harry Potter and the Prisoner of Azkaban, 2004) i Harry Potter i Zakon Feniksa (Harry Potter and the Order of the Phoenix, 2007). Można go było oglądać również w filmie Ridleya Scotta Królestwo niebieskie (Kingdom of Heaven, 2005) u boku Orlando Blooma i Jeremy’ego Ironsa oraz w dreszczowcu Nagi instynkt 2 (Basic Instinct 2, 2006) z Sharon Stone i Davidem Morrisseyem.
W ekranizacji powieści Paulo Coelho Weronika postanawia umrzeć wystąpił u boku Sarah Michelle Gellar i Jonathana Tuckera.
W 2007 wydano jego debiut literacki – powieść pt. Pośmiertna sława Hectora Kiplinga (The Late Hector Kipling). Polskie wydanie pojawiło się na rynku w 2009 roku, wydane nakładem wydawnictwa Prószyński i Ska.
Aktor był wcześniej brany pod uwagę do roli Kwiryniusza Quirrella w filmie Harry Potter i Kamień Filozoficzny, lecz dostał ją Ian Hart.

## Życie prywatne
W kwietniu 1992 ożenił się z Sarą Jocelyn Sugarman, w 1994 doszło do rozwodu. Z nieformalnego związku z aktorką Anną Friel (z którą spotykał się w latach 2001–2010) ma córkę Gracie Ellen Mary (ur. 9 lipca 2005 w Londynie).

## Filmografia
- 1988: Mała Dorrit (Little Dorrit) jako George Braddle
- 1989: Zmartwychwstały (Resurrected) jako Kevin Deakin
- 1990: Vroom jako Ringe
- 1990: Życie jest słodkie (Life is Sweet) jako kochanek Nicoli
- 1991: Strach przed ciemnością (Afraid of the Dark) jako Ślusarz / Tom Miller
- 1992: Skaza (Fatale) jako Detektyw
- 1992: Swords at Teatime jako Michael
- 1993: Nadzy (Naked) jako Johnny
- 1993: Proces (The Trial) jako Franz
- 1994: Czarny książę (Black Beauty) jako Jerry Barker
- 1995: Całkowite zaćmienie (Total Eclipse) jako Paul Verlaine
- 1995: Czas przemian (Restoration) jako John Pearce
- 1996: Ostatni smok (Dragonheart) jako Król Einon
- 1996: Wyspa dr Moreau (The Island of Dr. Moreau) jako Edward Douglas
- 1997: American Perfekt jako Santini
- 1997: Siedem lat w Tybecie (Seven Years in Tibet) jako Peter Aufschnaiter
- 1998: Rzymska opowieść (Besieged) jako Jason Kinsky
- 1998: Gra słów (Divorsing Jack) jako Dan Starkey
- 1998: Big Lebowski (The Big Lebowski) jako Knox Harrington
- 1999: Spotkanie z Jezusem (The Miracle Maker) jako Judasz (głos)
- 1999: Whatever Happened to Harold Smith? jako Nesbit
- 2000: Gangster numer jeden (Gangster No. 1) jako Freddie Mays
- 2001: Goodbye Charlie Bright
- 2003: Linia czasu (Timeline) jako Robert Doniger
- 2003: Cheeky jako Harry Shankey
- 2004: Harry Potter i więzień Azkabanu (Harry Potter and the Prisoner of Azkaban) jako profesor Remus Lupin
- 2005: Wszystkie niewidzialne dzieci (All The Invisible Children) jako Jonathan
- 2005: Podróż do Nowej Ziemi (The New World) jako Kapitan Edward Wingfield
- 2005: Królestwo niebieskie (Kingdom of Heaven) jako Ksiądz Hospitaller
- 2006: Omen (The Omen) jako Keith Jennings
- 2006: Nagi instynkt 2 (Basic Instinct 2) jako Roy Washburn
- 2006: The Inner Life of Martin Frost jako Martin Frost
- 2007: Harry Potter i Zakon Feniksa (Harry Potter and the Order of the Phoenix) jako profesor Remus Lupin
- 2008: Chłopiec w pasiastej piżamie (The Boy in the Striped Pyjamas) jako Ralf, ojciec Bruna
- 2009: Harry Potter i Książę Półkrwi (Harry Potter and the Halfblood Prince) jako profesor Remus Lupin
- 2009: Weronika postanawia umrzeć (Veronika Decides to Die) jako dr Blake
- 2010: Harry Potter i Insygnia Śmierci: Część I (Harry Potter and the Deathly Hallows. Part I) jako profesor Remus Lupin
- 2010: Londyński bulwar (London boulevard) jako Jordan
- 2010: Mr. Nice jako Jim McCann
- 2010: Athena
- 2011: The Organ Grinder’s Monkey jako Pablo
- 2011: Czas wojny (War Horse) Lyons
- 2011: Harry Potter i Insygnia Śmierci: Część II (Harry Potter and the Deathly Hallows. Part II) jako profesor Remus Lupin
- 2011: Lady jako Micheal Aris
- 2011: Anonimus jako William Cecil
- 2012: Separate We Come, Separate We Go jako Norman
- 2013: Piąta władza (The Fifth Estate) jako Nick Davies
- 2013: Red 2 jako „Żaba”
- 2013: Teoria wszystkiego (The Zero Theorem) jako Joby
- 2014: Teoria wszystkiego (The Theory of Everything) jako Dennis William Sciama
- 2014: Queen and Country jako Bradley
- 2014: Obłąkani (Elisa Graves) jako Mickey Finn
- 2015: Wizyta inspektora (An Inspector Calls) jako Inspektor Goole
- 2015: Legend jako Leslie Payne
- 2015: Makbet (Macbeth) jako Duncan
- 2017: Wonder Woman jako sir Patrick
- 2017: Liga Sprawiedliwości (Justice League) jako Ares
- 2018: Na głęboką wodę (The Mercy) jako Rodney Hallworth
- 2019: Eternal Beauty jako Mike
- 2019: Guest of Honour jako Jim
- 2019: Może pora z tym skończyć (I’m Thinking of Ending Things) jako ojciec
- 2021: Liga Sprawiedliwości Zacka Snydera (Zack Snyder's Justice League) jako Ares
- 2022: Enola Holmes 2 jako Grail
- 2025: Avatar 3 jako Peylak (w postprodukcji)

### Seriale TV
- 1985: Valentine Park jako Max
- 1986: Screenplay jako Terry / Joey
- 1986: The Singing Detective jako Żołnierz
- 1989: Bit of a Do jako Paul Simcock
- 1994: Dandelion Dead jako Oswald Martin
- 2002: Dinotopia (Dinotopia) jako Cyrus Crabb
- 2017: Fargo (trzeci sezon) jako V.M. Varga
- 2019: The Feed
- 2020: Drwale (pierwszy sezon) jako Monsieur Claude Trepagny
- 2021: Ogrodnicy (Landscapers) jako Chris Edwards[12]
- 2022: Sandman jako John Dee[13]

### Głosy
- 1996: Jakubek i brzoskwinia olbrzymka (James and the Giant Peach) jako Dżdżownica
- 2001: Hamilton Mattress jako Hamilton Mattress
- 2015: Anomalisa jako Michael Stone
- 2017: Big Mouth jako Czarodziej Wstydu

### Reżyseria
- 1995: Hello, Hello, Hello
- 2003: Cheeky

### Scenariusz
- 1995: Hello, Hello, Hello
- 2003: Cheeky

## Książki
- 2007: Pośmiertna sława Hectora Kiplinga (The Late Hector Kipling)